# Кримзарайкіно
Кримзара́йкіно (рос. Крымзарайкино, чув. Крымсарайкă) — село у складі Аліковського району Чувашії, Росія. Адміністративний центр Кримзарайкінського сільського поселення.
Населення — 47 осіб (2010; 66 у 2002).
Національний склад:
- чуваші — 97 %